# Петрово-Красносілля
Петро́во-Красносі́лля (у 1963—2016 роках — Петровське) — місто в Україні, в Хрустальненській міській громаді Ровеньківського району Луганської області. Орган місцевого самоврядування — Петровська міська рада.
Залізнична станція Петровеньки Донецької залізниці на лінії Дебальцеве — Лиха.
На околицях міста розташована вища точка Донбасу — гора Могила-Мечетна (367,1 м над рівнем моря).

## Природно-кліматичні умови
Місто розташоване на вершині Донецького кряжа (піднесеність півдня Східно-Європейської рівнини), яка є водорозділом між Дніпром і Доном. Донецький кряж складається в основному товщами кам'яновугільних пісковиків, вапняків і сланців, з якими пов'язані багаті родовища каменого вугілля. На території кряжа розташований один з найбільших індустріальних районів, що виріс на базі Донецького вугільного басейну.
Клімат помірно континентальний. Середня температура липня +21ºС, січня — −7ºС. Пануючі вітри — східні і південно-східні. У найбільш піднесеній частині Донецького кряжа (м. Петровське, смт. Івановка) випадає максимальна в області середньорічна кількість опадів — 550 мм. Дощи тут часто випадають у вигляді короткочасних злив, сніжний покрив глибше і лежить довше, ніж в інших районах області. Весна — сонячна, тепла. Літо спекотне, друга його половина — суха. Осінь сонячна і тепла.

## Історія
В 70-х роках XVIII століття в Росії вільні землі держава роздавала за службу (рангові дачі). Багато земель отримували чиновники-іноземці та офіцери, що переселялися. Так декілька хуторів заснував сербський офіцер Штеріч і з'явилися Штері́вка (нині — смт, Краснолуцька міськрада), Івані́вка (з/д станція Штері́вка Антрацитівський район) і Петрово-Красносілля.
За даними на 1859 рік у власницьному сільці Слов'яносербського повіту Катеринославської губернії мешкало 495 осіб (248 чоловіків та 247 жінки), налічувалось 86 дворових господарств.
Станом на 1886 рік в сільці Краснокутської волості мешкало 522 особи, налічувався 131 двір, існував постоялий двір.
Місцеві краєзнавці ведуть літопис міста Петровське від появи в 1790 році поселення Петрово-Красносілля, що стало згодом його складовою частиною, проте заснування і становлення самого міста пов'язують з відкриттям хімічного заводу. 17 листопада 1895 року імператор Микола II затвердив дозвіл Комітету міністрів Російської імперії про початок діяльності в Росії «Франко-російського товариства». У березні 1896-го акціонерне товариство почало будівництво заводу, а через рік підприємство під назвою «Штерівський завод хімічних продуктів і вибухових речовин» налагодило випуск продукції.
1941 року хімічний завод евакуювали на схід — до Пермі, Солікамську та Стерлітамаку. 2 вересня 1943 року смт Петрово-Красносілля та станція Петровеньки були звільнені від німецьких окупантів. 3 січня 1944 року радянський уряд приймає рішення про відновлення підприємства на колишньому місці. У роки нацистсько-радянської війни підприємство виготовляло заряди для відомих «Катюш».

### Військовий конфлікт 2014 року
25 серпня 2014 року бойовики обстріляли з артилерії територію хімічного об'єднання імені Петровського, після цього виникла пожежа на складах, де зберігаються запаси амоніту, артилерійських боєприпасів та продуктів утилізації твердого ракетного палива. 27 серпня українські війська намагалися зруйнувати блокпост бойовиків з використанням міномета, але всі міни лягли у поле поблизу. Тієї ж ночі бойовики влаштували провокацію, відкривши вогонь по міському ринку, щоб дискредитувати ту групу українських воїнів, яка ввечері намагалася зруйнувати їх блокпост. У наступні кілька днів бойовики влаштовували провокації, відкриваючи вогонь, ховаючись за будинками мирних мешканців, унаслідок чого вогнем у відповідь були спричинені незначні руйнування інфраструктури та загибель людей. 4 вересня після обстрілів терористами із російських засобів масового знищення багато руйнувань — особливо приватний сектор. Загинуло понад 10 мешканців.

## Населення
Населення міста в 1939 році становило 9 900 жителів, в 1959 — 11 600, у 1974 — 20 500, у 1989 — 16 700, у 1998 — 15 200, у 2006 — 14 600 жителів. У національному складі переважають українці (50,75 %) та росіяни (46,21 %).

### Мовний склад
Рідна мова населення за даними перепису 2001 року:
| Мова       | Чисельність, осіб | Доля     |
| ---------- | ----------------- | -------- |
| Українська | 3 500             | 22,40 %  |
| Російська  | 11 941            | 76,43 %  |
| Інше       | 182               | 1,17 %   |
| Разом      | 15 623            | 100,00 % |

## Промисловість
Основним підприємством є Хімічне казенне об'єднання ім. Г. І. Петровського. Галузь — хімічна і нафтохімічна промисловість. Підприємство переробляє вибухові речовини і всі види бездимних порохів в продукцію для виробництва промислових вибухових речовин і зарядів для використання їх в сейсморозвідці, проведення буропідривних і кар'єрних робіт.
Основна продукція об'єднання — амонал, амоніт, детоніти, вибухові речовини, нітроефіри, нітроемалі, іграшки, вироби побутової хімії, вироби з поліетилену і пінорезини, лінолеум, косметика, світильники.
1995 року хімоб'єднання нагороджене «Міжнародною діамантовою зіркою за якість», що вручається Національним маркетинговим інститутом Мексики.
У місті працюють Петровеньковський комбінат хлібопродуктів, Петровський завод залізобетонних виробів, є також Петровська виправна колонія № 24. У ландшафтних породах здобувають природне каміння пісковик — міцний спресований кварцит, що використовується в будівництві для обробних робіт.

## Соціальна сфера
2003 року затверджений генеральний план і концепція розвитку міста на 25 років. У місті відкриті хіміко-технологічний технікум, професійно-технічний ліцей, Петровська допоміжна школа-інтернат, Дитяча школа мистецтв, палац культури ім. Г. І. Петровського, зусиллями ентузіастів відроджений краєзнавчий музей.
Після розпаду СРСР соціальна інфраструктура і комунальне господарство міста Петровське, як і більшості малих міст Донбасу, прийшли до повного занепаду. Міська лікарня і технікум на межі закриття, житловий фонд в аварійному стані, немає повноцінного водопостачання і транспортного сполучення, хімоб'єднання Петровського практично зупинено, в 2006 році загальноосвітні школи № 16 (Старий центр) і № 18 (Федорівка) були закриті.

## Люди
- Аксененко Сергій Іванович — народний депутат України другого скликання, головний редактор журналу «Время Z».
- Дзюба Сергій Михайлович (нар.1957) — доктор фізико-математичних наук, професор. Автор фундаментальних робіт з якісної теорії диференціальних рівнянь і якісної теорії управління. З 1999 р. — зав. кафедрою математичної економіки і інформатики Тамбовського державного університету ім. Г. Р. Державіна.
- Огнівцев Олександр Павлович, український та російський співак (бас) радянських часів, лауреат Державної премії СРСР, народний артист СРСР.
- Пєлєшенко Олександр Юрійович — український важкоатлет, чемпіон Європи 2016 та 2017 років.
- Рябцев Петро Сергійович — льотчик-винищувач. 22 червня 1941 року над Брестом одним з перших здійснив героїчний таран, дивом врятувався. 31 липня 1941 року Петро Рябцев героїчно загинув у бою над аеродромом Едрово в Новгородській області.
- Степанов Микола Вікторович (нар.1964) — російський письменник-фантаст.
- Філін Віктор Павлович (нар.1950) — кандидат технічних наук. Фахівець в області експериментальних досліджень фізики швидко-протікаючих процесів, розробки і дослідження високо-енергетичних (вибухових) речовин. З 1999 р. начальник відділу ВНІЇ технічної фізики ім. акад. Є. І. Забабахина (Російський федеральний ядерний центр).